# Europapokal der Landesmeister 1959/60
Der Europapokal der Landesmeister 1959/60 war die 5. Auflage des Wettbewerbs. 27 Klubmannschaften nahmen teil, darunter 26 Landesmeister der vorangehenden Saison und mit Real Madrid der Titelverteidiger.
Die Teilnehmer spielten im reinen Pokalmodus mit (bis auf das Finale) Hin- und Rückspielen um die Krone des europäischen Vereinsfußballs. Bei Gleichstand gab es ein Entscheidungsspiel auf neutralem Platz. Bis auf Real Madrid, Roter Stern Belgrad, Sparta Rotterdam, B 1909 Odense und BSC Young Boys mussten die Vereine in der Vorrunde starten.
Das Finale fand am 18. Mai 1960 im Hampden Park von Glasgow vor 135.000 Zuschauern, der bis heute höchsten Zuschauerzahl bei einem Europapokalendspiel, statt. Real Madrid gewann mit 7:3 gegen Eintracht Frankfurt zum fünften Mal in Folge den Pokal. Torschützenkönig wurde Ferenc Puskás von Real Madrid mit zwölf Treffern.

## Vorrunde
Ein Freilos erhielten:
- Sparta Rotterdam
- BSC Young Boys
- Roter Stern Belgrad
- Boldklubben 1909

Die Hinspiele fanden vom 26. August bis zum 30. September, die Rückspiele vom 16. September bis zum 7. Oktober 1959 statt.
|                           | Gesamt |                         | Hinspiel | Rückspiel |
| ------------------------- | ------ | ----------------------- | -------- | --------- |
| OGC Nizza                 | 4:3    | Shamrock Rovers         | 3:2      | 1:1       |
| Eintracht Frankfurt       | 1      | Kuopion PS              |          |           |
| ZDNA Sofia                | 4:8    | CF Barcelona            | 2:2      | 2:6       |
| Wiener Sport-Club         | 2:1    | Petrolul Ploiești       | 0:0      | 2:1       |
| Linfield FC               | 3:7    | IFK Göteborg            | 2:1      | 1:6       |
| Jeunesse Esch             | 6:2    | ŁKS Łódź                | 5:0      | 1:2       |
| Iskra Slovnaft Bratislava | 4:1    | FC Porto                | 2:1      | 2:0       |
| Olympiakos Piräus         | 3:5    | AC Mailand              | 2:2      | 1:3       |
| Fenerbahçe Istanbul       | 4:3    | Csepeli SC              | 1:1      | 3:2       |
| Glasgow Rangers           | 7:2    | RSC Anderlecht          | 5:2      | 2:0       |
| ASK Vorwärts Berlin       | 2:3    | Wolverhampton Wanderers | 2:1      | 0:2       |

## 1. Runde
Die Hinspiele fanden vom 21. Oktober bis zum 19. November, die Rückspiele vom 4. November bis zum 3. Dezember 1959 statt.
|                     | Gesamt |                           | Hinspiel | Rückspiel |
| ------------------- | ------ | ------------------------- | -------- | --------- |
| Real Madrid         | 12:20  | Jeunesse Esch             | 7:0      | 5:2       |
| Boldklubben 1909    | 2:5    | Wiener Sport-Club         | 0:3      | 2:2       |
| Sparta Rotterdam    | 4:4    | IFK Göteborg              | 3:1      | 1:3       |
| AC Mailand          | 1:7    | CF Barcelona              | 0:2      | 1:5       |
| BSC Young Boys      | 2:5    | Eintracht Frankfurt       | 1:4      | 1:1       |
| Glasgow Rangers     | 5:4    | Iskra Slovnaft Bratislava | 4:3      | 1:1       |
| Roter Stern Belgrad | 1:4    | Wolverhampton Wanderers   | 1:1      | 0:3       |
| Fenerbahçe Istanbul | 3:3    | OGC Nizza                 | 2:1      | 1:2       |

### Entscheidungsspiele
Die Spiele fand am 25. November/23. Dezember 1959 statt.
|                  | Ergebnis |                     |
| ---------------- | -------- | ------------------- |
| Sparta Rotterdam | 3:1      | IFK Göteborg        |
| OGC Nizza        | 5:1      | Fenerbahçe Istanbul |

## Viertelfinale
Die Hinspiele fanden vom 4. Februar bis zum 9. März, die Rückspiele am 2./16. März 1960 statt.
|                     | Gesamt |                         | Hinspiel | Rückspiel |
| ------------------- | ------ | ----------------------- | -------- | --------- |
| OGC Nizza           | 3:6    | Real Madrid             | 3:2      | 0:4       |
| CF Barcelona        | 9:2    | Wolverhampton Wanderers | 4:0      | 5:2       |
| Eintracht Frankfurt | 3:2    | Wiener Sport-Club       | 2:1      | 1:1       |
| Sparta Rotterdam    | 3:3    | Glasgow Rangers         | 2:3      | 1:0       |

### Entscheidungsspiel
Das Spiel fand am 30. März 1960 statt.
|                 | Ergebnis |                  |
| --------------- | -------- | ---------------- |
| Glasgow Rangers | 3:2      | Sparta Rotterdam |

## Halbfinale
Die Hinspiele fanden vom 13./21. April, die Rückspiele am 5. Mai/27. April 1960 statt.
|                     | Gesamt |                 | Hinspiel | Rückspiel |
| ------------------- | ------ | --------------- | -------- | --------- |
| Eintracht Frankfurt | 12:40  | Glasgow Rangers | 6:1      | 6:3       |
| Real Madrid         | 6:2    | CF Barcelona    | 3:1      | 3:1       |

## Finale
Dieses Spiel gilt als eines der besten Spiele aller Zeiten. Sir Bobby Charlton gab folgendes Urteil über das Spiel ab: „Mein erster Gedanke war, dieses Spiel ist ein Schwindel, geschnitten, ein Film, weil diese Spieler Dinge taten, die nicht möglich sind!“

Der damalige dänische UEFA-Präsident Ebbe Schwartz über das Endspiel: „Das beste der bisherigen fünf Endspiele! Dazu gehören ja zwei, was der Eintracht zur Ehre gereicht.“

Auch der damalige englische Nationalspieler Jimmy Greaves, der das Spiel zusammen mit der englischen Nationalmannschaft in Budapest vor dem TV-Bildschirm verfolgte, lobte: „Wir haben niemals so etwas wie das gesehen. Real war wie von einem anderen Planeten. Wir haben alles mit offenen Mündern verfolgt.“

Der langjährige Trainer von Manchester United, Alex Ferguson, besuchte damals das Spiel im Glasgower Hampden Park im Alter von 18 Jahren. Laut eigener Aussage überzeugte ihn dieses Spiel so sehr, dass er sich entschied, dem Beruf des Fußballers nachzugehen.

Die  BBC wiederholt das Spiel jedes Jahr.
| Real Madrid                              | Real Madrid | Eintracht Frankfurt | Eintracht Frankfurt |
| ---------------------------------------- | --- | --- | ------------------- |
| Real Madrid                              | \| Finale \| \| 18. Mai 1960 in Glasgow (Hampden Park) \| \| Ergebnis: 7:3 (3:1) \| \| Zuschauer: 135.000 \| \| Schiedsrichter: John Mowat ( Schottland) \|                                          | \| Finale \| \| 18. Mai 1960 in Glasgow (Hampden Park) \| \| Ergebnis: 7:3 (3:1) \| \| Zuschauer: 135.000 \| \| Schiedsrichter: John Mowat ( Schottland) \|                                      | Eintracht Frankfurt |
| Real Madrid                              | Rogelio Domínguez – Marquitos, José Santamaría, Pachín – José María Zárraga , José María Vidal – Canario, Luis del Sol, Alfredo Di Stéfano, Ferenc Puskás, Francisco Gento Cheftrainer: Miguel Muñoz | Egon Loy – Friedel Lutz, Hermann Höfer – Hans Weilbächer, Hans-Walter Eigenbrodt, Dieter Stinka – Richard Kreß, Dieter Lindner, Erwin Stein, Alfred Pfaff , Erich Meier Cheftrainer: Paul Oßwald | Eintracht Frankfurt |
| Real Madrid                              | 1:1 Alfredo Di Stéfano (27.) 2:1 Alfredo Di Stéfano (30.) 3:1 Ferenc Puskás (45.) 4:1 Ferenc Puskás (56., Elfmeter) 5:1 Ferenc Puskás (60.) 6:1 Ferenc Puskás (71.) 7:2 Alfredo Di Stéfano (73.)     | 0:1 Richard Kreß (18.) 6:2 Erwin Stein (72.) 7:3 Erwin Stein (75.) | Eintracht Frankfurt |
| Finale                                   | | |                     |
| 18. Mai 1960 in Glasgow (Hampden Park)   | | |                     |
| Ergebnis: 7:3 (3:1)                      | | |                     |
| Zuschauer: 135.000                       | | |                     |
| Schiedsrichter: John Mowat ( Schottland) | | |                     |

## Beste Torschützen
| Rang | Spieler            | Klub                    | Tore |
| ---- | ------------------ | ----------------------- | ---- |
| 1    | Ferenc Puskás      | Real Madrid             | 12   |
| 2    | Alfredo Di Stéfano | Real Madrid             | 8    |
| 3    | László Kubala      | CF Barcelona            | 7    |
| 4    | Owe Ohlsson        | IFK Göteborg            | 6    |
| 5    | Erwin Stein        | Eintracht Frankfurt     | 5    |
|      | Jacques Foix       | OGC Nizza               | 5    |
| 7    | Joop Daniëls       | Sparta Rotterdam        | 4    |
|      | Sándor Kocsis      | CF Barcelona            | 4    |
|      | Evaristo de Macedo | CF Barcelona            | 4    |
|      | Bobby Mason        | Wolverhampton Wanderers | 4    |
|      | Erich Meier        | Eintracht Frankfurt     | 4    |
|      | Victor Nurenberg   | OGC Nizza               | 4    |
|      | Dieter Lindner     | Eintracht Frankfurt     | 4    |
|      | Alfred Pfaff       | Eintracht Frankfurt     | 4    |
|      | Ian McMillan       | Glasgow Rangers         | 4    |
|      | Sammy Baird        | Glasgow Rangers         | 4    |